# From Birth to Burial
From Birth to Burial es el séptimo álbum de estudio de la banda estadounidense 10 Years. Fue publicado el 21 de abril de 2015 por Palehorse Records.

## Lista de canciones
Todas las letras escritas por Jesse Hasek, toda la música compuesta por 10 Years. 
| From Birth to Burial |                          |          |  |
| N.º                  | Título                   | Duración |  |
| 1.                   | «From Birth to Burial»   | 4:11     |  |
| 2.                   | «Selling Skeletons»      | 3:14     |  |
| 3.                   | «Vertigo»                | 3:38     |  |
| 4.                   | «Triggers and Tripwires» | 3:20     |  |
| 5.                   | «Luna»                   | 3:23     |  |
| 6.                   | «Crimson Kiss»           | 3:14     |  |
| 7.                   | «The River»              | 4:09     |  |
| 8.                   | «Ashes»                  | 3:19     |  |
| 9.                   | «Survivors?»             | 4:04     |  |
| 10.                  | «Miscellanea»            | 3:26     |  |
| 11.                  | «Moisture Residue»       | 4:10     |  |

Bonus Tracks
| Australian Exclusive Bonus Edition |                                  |          |  |
| N.º                                | Título                           | Duración |  |
| 12.                                | «Luna (Versión acústica)»        | 3:13     |  |
| 13.                                | «Miscellanea (Versión acústica)» | 3:33     |  |

## Personal
- Jesse Hasek - voz
- Ryan "Tater" Johnson - guitarra solista, coros
- Ryan Collier - bajo
- Brian Vodinh - guitarra rítmica, batería, producción, mezclas, masterización, programación, teclados, coros